# Donna Leon – Feine Freunde
Feine Freunde ist ein deutscher Fernsehfilm von Sigi Rothemund aus dem Jahr 2003, der auf dem gleichnamigen Roman von Donna Leon basiert. Es handelt sich um die sechste Episode der ARD-Kriminalfilmreihe Donna Leon mit Uwe Kockisch als Commissario Guido Brunetti in der Hauptrolle.

## Handlung
Commissario Guido Brunetti ermittelt im Todesfall von Signor Rossi, der im Katasteramt tätig war. Er ist vom Gerüst gestürzt, wie die ersten Beamten am Tatort mitteilen. Zuvor hatte Rossi Brunetti besucht, weil für dessen Eigentumswohnung keine Baugenehmigung vorliegt. Der Commissario ermittelt in einem Mordfall.
Signor dal Carlo betreibt mit Signora Volpato ein abgekartetes Spiel: Volpato nimmt für Kredite mit überwuchernden Zinsen Immobilien als Sicherheit; dal Carlo überprüft die Angaben im Katasteramt. Wenn Schuldner ihren Kredit nicht mehr abbezahlen können, vermittelt dal Carlo die Immobilien günstig an Bekannte, um so andere Vorteile zu erhalten. Da Signor Rossi dahinter kam, stieß dal Carlo ihn vom Gerüst eines Hauses. Die einzigen beiden Zeugen, zwei Drogen-Junkies, ermordete Signora Baresi, die in dal Carlo verliebt ist. Brunetti kann Baresi überführen, dal Carlo kommt ungeschoren davon.
Paola Brunetti bat ihren Vater erfolgreich seine Beziehungen einzusetzen, um nachträglich eine Baugenehmigung für ihre Wohnung zu erhalten, was ihrem Mann missfällt. Sie kontert, dass er wiederum seine Beziehungen einsetzte, um zu vertuschen, dass der Sohn von Vice-Questore Patta mit Drogen handelt.

## Hintergrund
Feine Freunde wurde im 2002 in Venedig und Umgebung gedreht. Die Erstausstrahlung auf Das Erste erfolgte am 31. Oktober 2003 zur Hauptsendezeit.

## Kritik
Die Kritiker der Fernsehzeitschrift TV Spielfilm gaben dem Film eine mittlere Wertung, sie zeigten mit dem Daumen zur Seite und konstatierten: „Die Darsteller wirken mal wieder so hölzern wie die Pfähle unter der Lagunenstadt … Venedig sehen – und schnarchen“.